# Myriokefala
Myriokefala è un villaggio del comune di Rethymno (unità regionale) istituita dalla riforma Kallikratis, nella prefettura di Rethymno a Creta. Capitale del nuovo comune è Rethymno.

## Geografia e storia
Il villaggio si trova a 33 km a sud-ovest di Rethymnon e occupa una pendenza del Monte Kryoneritis, a circa 500 metri s.l.m.. Il villaggio è stato occupato dai Veneziani.

## Monastero di Myriokefala

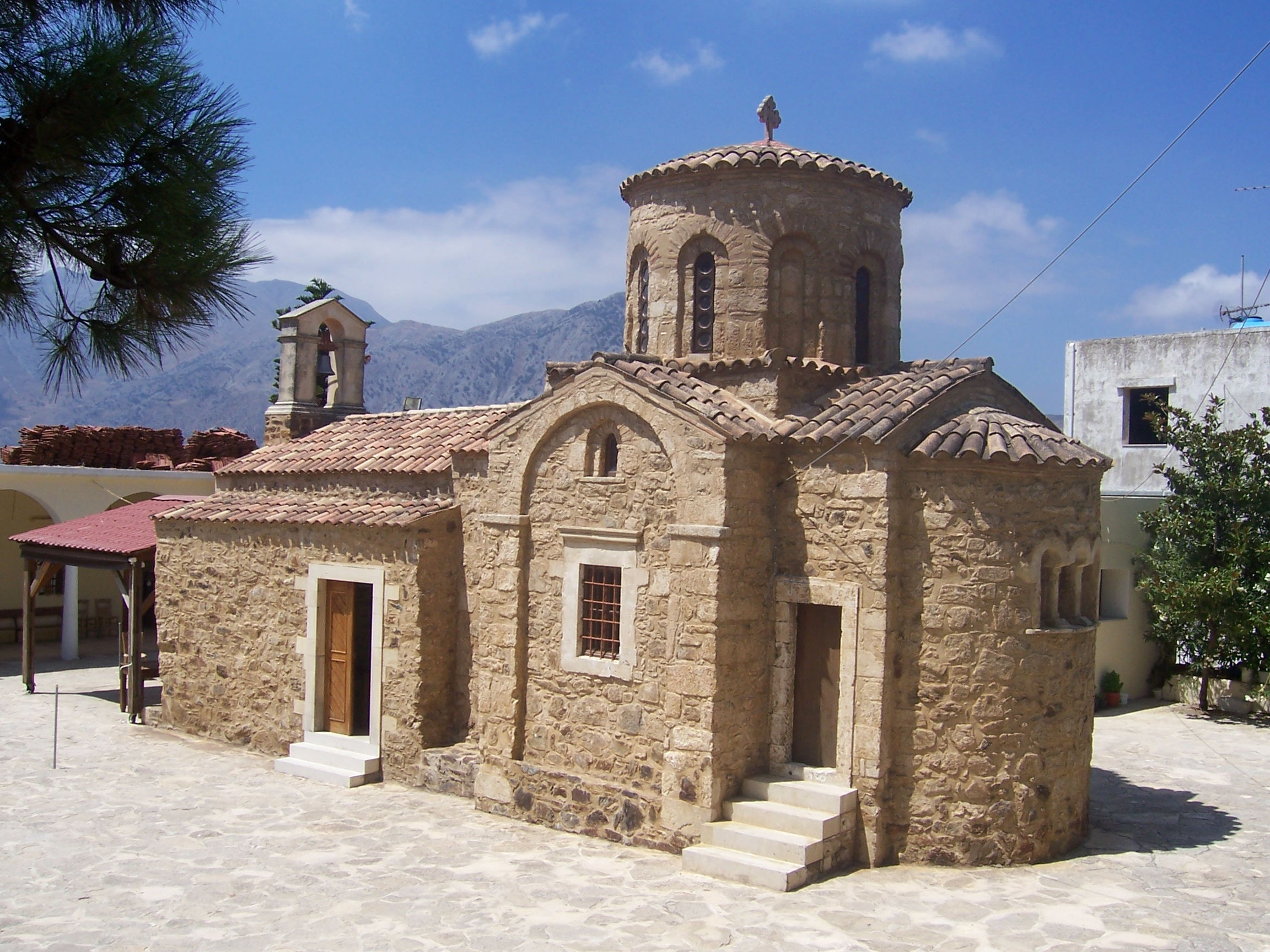
Chiesa della Vergine Maria a Myriokefala

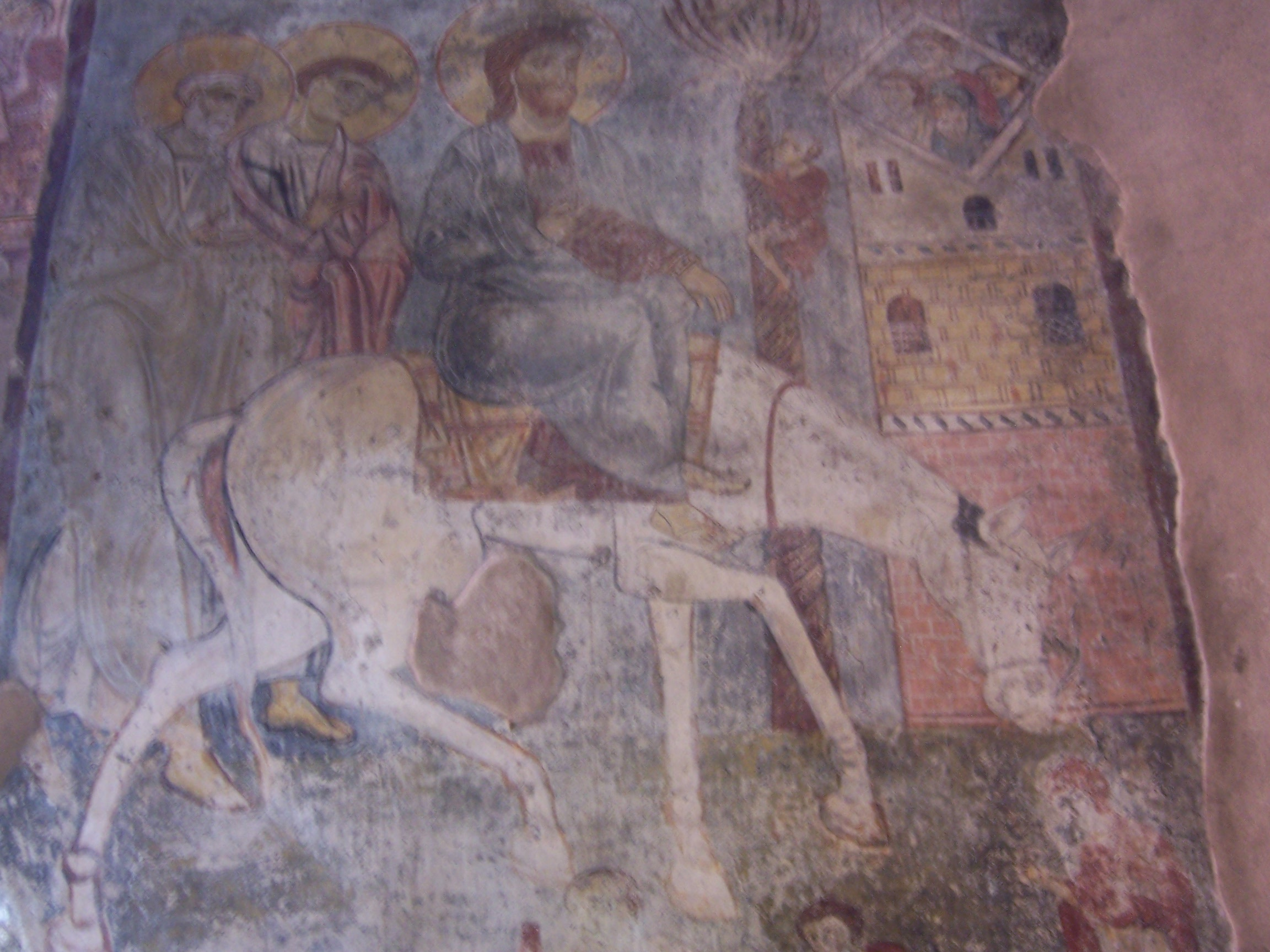
Affresco all'interno della chiesa

A Myriokefala vi è un monastero importante: il Monastero di Myriokefala, della Vergine Maria, costruito nell'XI secolo, ubicato nel centro del villaggio. La chiesa del monastero è decorata con affreschi dell'XI e del XII secolo.

## Infrastrutture e trasporti
C'è un servizio di autobus (KTEL) da Rethymnon per Myriokefala.